# Korać-Cup 1989/90
Die Saison 1989/90 war die 19. Spielzeit des Korać-Cup, der von der FIBA Europa ausgetragen wurde.
Den Titel gewann zum zweiten Mal Joventut de Badalona aus Spanien.

## Modus
Es nahmen 32 Mannschaften aus 13 Nationen teil. Nach der Qualifikationsrunde spielten die 32 Teams eine Ausscheidungsrunde. Die Gewinner dieser Spiele qualifizierten sich für die Gruppenphase, die aus vier Gruppen mit je vier Teams bestand. Die beiden Erstplatzierten jeder Gruppe erreichten das Viertelfinale, gefolgt vom Halbfinale und dem Finale.
Die Sieger der Spielpaarungen in der Qualifikationsrunde, der 2. Runde, im Viertelfinale, im Halbfinale, sowie des Finales wurden in Hin- und Rückspiel ermittelt.

## 1. Runde (Qualifikation)
|                              | Gesamt  |                                | Hinspiel | Rückspiel |
| ---------------------------- | ------- | ------------------------------ | -------- | --------- |
| Montpellier Basket           | 227:187 | Zalaegerszegi TE KK            | 131:96   | 96:91     |
| Hapoel Haifa                 | 140:161 | Phonola Juventus Caserta       | 75:81    | 65:80     |
| WAT Wieden                   | 113:191 | Efes Pilsen Istanbul           | 66:80    | 47:111    |
| TJ Sparta Prag               | 161:163 | Bellinzona Basket              | 88:83    | 73:80     |
| Oroszlányi Bányász Budapest  | 167:198 | Paşabahçe SK Istanbul          | 81:98    | 88:100    |
| Iraklis Thessaloniki         | 161:158 | KK Roter Stern Belgrad         | 99:81    | 62:77     |
| RAS Maccabi Brüssel          | 198:186 | BSC Galatasaray Köln           | 110:100  | 88:86     |
| BK Spartak Plewen            | 160:251 | KK Zadar                       | 72:119   | 68:132    |
| Oldham Celtics               | 186:201 | AS Monaco                      | 88:112   | 98:91     |
| BBC Nyon                     | 157:212 | CB CAI Saragossa               | 79:96    | 78:116    |
| Tungsram Budapest            | 173:169 | Torpan Pojat Helsinki          | 103:95   | 70:74     |
| Achilléas Kaïmaklíou Nikosia | 118:262 | Pitch Cholet Basket            | 64:124   | 54:138    |
| Beslen Makarna Gaziantep     | 179:196 | TTL Bamberg                    | 111:92   | 68:104    |
| Pezoporikós OL Lárnax        | 165:218 | Panionios Athen                | 88:99    | 77:119    |
| DTV Charlottenburg Berlin    | 138:187 | Benetton Pallacanestro Treviso | 70:96    | 68:91     |
| Hapoel Galil Elyon           | 151:152 | KK Smelt Olimpia Ljubljana     | 70:73    | 81:79     |
| Illiabum Club Ílhavo         | 167:181 | BC Monceau Jumet               | 84:75    | 83:106    |
| Hapoel Holon                 | 152:151 | Panathinaikos Athen            | 87:71    | 65:80     |
| Caja de Ronda Málaga         | 142:145 | Trane Castors Braine           | 75:80    | 67:65     |
| KR Reykjavík                 | 118:105 | Hemel Royals Hempstead         | 53:45    | 65:60     |
| Fribourg Olympic Basket      | 164:204 | Élan Béarnais Orthes           | 94:102   | 70:102    |
| AB Contern                   | 132:191 | CB Valvi Girona                | 80:98    | 52:93     |
| AS Apollon Patras            | 134:172 | Hapoel Tel Aviv                | 75:79    | 59:93     |
| Fenerbahçe Istanbul          | 154:178 | KK Bosna Sarajevo              | 86:92    | 68:86     |
| UKJ Möllersdorf Traiskirchen | 133:176 | BG Ludwigsburg                 | 81:84    | 52:92     |
| Inter Slovnaft Bratislava    | 180:133 | Værløse BBK                    | 100:62   | 80:71     |

## Teilnehmer
| Teilnehmer     | Teilnehmer | Teilnehmer                | Teilnehmer               | Teilnehmer                  | Teilnehmer                     |
| Land           | Anzahl     | Mannschaften              | Mannschaften             | Mannschaften                | Mannschaften                   |
| -------------- | ---------- | ------------------------- | ------------------------ | --------------------------- | ------------------------------ |
| Belgien        | 4          | Trane Castors Braine      | RAS Maccabi Brüssel      | BC Bobcat Gent              | BC Monceau Jumet               |
| Frankreich     | 4          | Pitch Cholet Basket       | Montpellier Basket       | AS Monaco                   | Élan Béarnais Orthes           |
| Italien        | 4          | Phonola Juventus Caserta  | Libertas Enimont Livorno | Scavolini Victoria Libertas | Benetton Pallacanestro Treviso |
| Jugoslawien    | 4          | Inter Slovnaft Bratislava | KK Bosna Sarajevo        | KK Smelt Olimpia Ljubljana  | KK Zadar                       |
| Spanien        | 3          | Joventut de Badalona      | CB Valvi Girona          | CB CAI Saragossa            |                                |
| BR Deutschland | 2          | TTL Bamberg               | BG Ludwigsburg           |                             |                                |
| Griechenland   | 2          | Panionios Athen           | Iraklis Thessaloniki     |                             |                                |
| Israel         | 2          | Hapoel Holon              | Hapoel Tel Aviv          |                             |                                |
| Sowjetunion    | 2          | SKA Alma-Ata              | ZSKA Moskau              |                             |                                |
| Türkei         | 2          | Efes Pilsen Istanbul      | Paşabahçe Istanbul       |                             |                                |
| Island         | 1          | KR Reykjavík              |                          |                             |                                |
| Schweiz        | 1          | Bellinzona Basket         |                          |                             |                                |
| Ungarn         | 1          | Tungsram Budapest         |                          |                             |                                |

## 2. Runde
|                                | Gesamt  |                            | Hinspiel | Rückspiel    |
| ------------------------------ | ------- | -------------------------- | -------- | ------------ |
| Montpellier Basket             | 195:213 | Phonola Juventus Caserta   | 95:97    | 100:116      |
| Efes Pilsen Istanbul           | 182:156 | Bellinzona Basket          | 103:75   | 79:81        |
| Paşabahçe Istanbul             | 150:155 | Iraklis Thessaloniki       | 80:82    | 70:73        |
| RAS Maccabi Brüssel            | 201:219 | KK Zadar                   | 96:103   | 105:116      |
| AS Monaco                      | 166:174 | CB CAI Saragossa           | 89:79    | 77:95        |
| Tungsram Budapest              | 132:190 | Pitch Cholet Basket        | 72:89    | 60:101       |
| TTL Bamberg                    | 155:182 | Panionios Athen            | 66:86    | 89:96        |
| Benetton Pallacanestro Treviso | 148:167 | KK Smelt Olimpia Ljubljana | 80:83    | 68:84        |
| BC Monceau Jumet               | 169:209 | Joventut de Badalona       | 82:91    | 87:118       |
| Hapoel Holon                   | 180:167 | Trane Castors Braine       | 93:93    | 87:74        |
| KR Reykjavík                   | 153:199 | Élan Béarnais Orthes       | 78:97    | 75:102       |
| CB Valvi Girona                | 181:193 | Libertas Enimont Livorno   | 100:92   | 81:101       |
| Hapoel Tel Aviv                | 167:183 | Victoria Libertas Pesaro   | 79:78    | 88:105 n. V. |
| BC Bobcat Gent                 | 156:211 | KK Bosna Sarajevo          | 78:100   | 78:111       |
| ZSKA Moskau                    | 210:182 | BG Ludwigsburg             | 108:94   | 102:88       |
| SKA Alma-Ata                   | 178:164 | Inter Slovnaft Bratislava  | 103:86   | 75:78        |

## Gruppenphase

### Gruppe A
| Team                        | Sp | S | N | P+  | P-  |
| --------------------------- | -- | - | - | --- | --- |
| 1. ZSKA Moskau              | 6  | 4 | 2 | 514 | 477 |
| 2. KK Bosna Sarajevo        | 6  | 4 | 2 | 544 | 519 |
| 3. Phonola Juventus Caserta | 6  | 4 | 2 | 492 | 475 |
| 4. Iraklis Thessaloniki     | 6  | 0 | 6 | 485 | 564 |

### Gruppe B
| Team                    | Sp | S | N | P+  | P-  |
| ----------------------- | -- | - | - | --- | --- |
| 1. Efes Pilsen Istanbul | 6  | 4 | 2 | 540 | 524 |
| 2. Panionios Athen      | 6  | 3 | 3 | 557 | 559 |
| 3. SKA Alma-Ata         | 6  | 3 | 3 | 566 | 561 |
| 4. Hapoel Holon         | 6  | 2 | 4 | 532 | 551 |

### Gruppe C
| Team                          | Sp | S | N | P+  | P-  |
| ----------------------------- | -- | - | - | --- | --- |
| 1. Pitch Cholet Basket        | 6  | 3 | 3 | 549 | 539 |
| 2. Libertas Enimont Livorno   | 6  | 3 | 3 | 539 | 541 |
| 3. CB CAI Saragossa           | 6  | 3 | 3 | 495 | 498 |
| 4. KK Smelt Olimpia Ljubljana | 6  | 3 | 3 | 548 | 553 |

### Gruppe D
| Team                           | Sp | S | N | P+  | P-  |
| ------------------------------ | -- | - | - | --- | --- |
| 1. Joventut de Badalona        | 6  | 5 | 1 | 544 | 507 |
| 2. Scavolini Victoria Libertas | 6  | 5 | 1 | 575 | 520 |
| 3. KK Zadar                    | 6  | 1 | 5 | 557 | 574 |
| 4. Élan Béarnais Orthes        | 6  | 1 | 5 | 496 | 571 |

## Viertelfinale
|                          | Gesamt  |                             | Hinspiel | Rückspiel |
| ------------------------ | ------- | --------------------------- | -------- | --------- |
| Panionios Athen          | 160:191 | ZSKA Moskau                 | 107:85   | 53:106    |
| Efes Pilsen Istanbul     | 169:224 | KK Bosna Sarajevo           | 91:107   | 78:117    |
| Libertas Enimont Livorno | 168:170 | Joventut de Badalona        | 88:87    | 80:83     |
| Pitch Cholet Basket      | 169:206 | Scavolini Victoria Libertas | 75:102   | 94:104    |

## Halbfinale
|                   | Gesamt  |                             | Hinspiel | Rückspiel |
| ----------------- | ------- | --------------------------- | -------- | --------- |
| ZSKA Moskau       | 184:196 | Scavolini Victoria Libertas | 90:89    | 94:107    |
| KK Bosna Sarajevo | 162:184 | Joventut de Badalona        | 90:90    | 72:94     |

## Finale
|                             | Gesamt  |                      | Hinspiel | Rückspiel |
| --------------------------- | ------- | -------------------- | -------- | --------- |
| Scavolini Victoria Libertas | 184:195 | Joventut de Badalona | 98:99    | 86:96     |

- Final-Topscorer:  Darwin Cook und Darren Daye (Scavolini Victoria Libertas ): je 53 Punkte